# Juju (Album)
Juju ist ein Studioalbum der Post-Punk-/Gothic-Rock-Formation Siouxsie and the Banshees, veröffentlicht im Juni 1981.
Besonders dieses vierte Werk gilt als „unanfechtbarer Archetyp“ für das Gothic-Genre.

## Hintergrund
Experimentierte die Band auf dem Vorgänger-Album Kaleidoscope noch mit elektronischen Elementen, erschien mit Juju wieder ein Album, das den Schwerpunkt auf die Gitarrenmusik legte.
Dies ist u. a. auch auf den Einstieg des damals neuen Gitarristen John McGeoch zurückzuführen, der im Besonderen für sein unkonventionelles Gitarrenspiel auf diesem Album von den Medien gelobt wurde.
Vorgestellt wurde das Album bei einer John-Peel-Session, bei der die Band Lieder wie Halloween, Voodoo Dolly, Into the Light und But not them erstmals präsentierte.
Die Lieder Spellbound and Arabian Knights wurden von der Band als Single ausgekoppelt.
Aufgenommen wurde das erste Konzept-Album der Band im Gray’s Surrey Sound Studio mit Gray als Koproduzent. Das Cover zeigt eine Abbildung einer afrikanischen Statue, aus dem Horniman Museum in Forest Hill.
Juju erreichte Platz sieben der britischen Albumcharts und hielt sich insgesamt 17 Wochen in den Charts. Im Mai 2006 wurde Juju dann remastered und mit 3 Bonustracks versehen.

## Trackliste
- 1.Spellbound
- 2.Into the Light
- 3.Arabian Knights
- 4.Halloween
- 5.Monitor
- 6.Night Shift
- 7.Sin in my Heart
- 8.Head Cut
- 9.Voodoo Dolly

Re-Release
- 10 Spellbound (12"Mix)
- 11 Arabian Knights (12" Vocoder Mix)
- 12 Fireworks (Nigel Gray Version)

## Kritiken
Juju gilt bis heute als „unanfechtbarer Archetyp“ für das Gothic-Genre. Insgesamt spielte die Band mit McGeoch an der Gitarre drei ihrer besten Alben ein und galt als eine der besten Livebands dieser Zeit.
1995 umschrieb Cathi Unsworth vom Melody Maker Juju als „one of the most influential British albums ever“.
Kritiker und Autoren wie Simon Reynolds beschreiben heutzutage insbesondere Juju wie folgt:

“Juju from 1981 is the Banshee's most perfect Statement [...] Combine Join Hands and Juju, and you have roughly 70 per cent of Goth's sound and lyrical themes.”

„Das 1981 erschienene Juju ist das perfekteste Statement der Banshees gewesen [...] Kombiniert man Join Hands und juju so hat man ziemlich 70 % der gesamten Charakteristik der Gothic-Musik.“

## Musikalischer Stil
Musikalisch wird Juju dem Gothic Rock zugeschrieben und ordnet sich dem englischen Post-Punk unter.
Die Gitarren sind psychedelisch veranlagt und beladen mit Chorus, Delay und Flanger-Effekten.
Das Schlagzeug, typisch für den Stil, bei welchem auch folgende Bands wie The Southern Death Cult den Einsatz der Becken minimierten, erschien im frühen Gothic wie „hypnotische Trauermärsche oder Tom-Tom-lastig“.

„Niemals ein Gitarrensolo, niemals einen Song mit einem lauten Schlagzeugknall beenden. Irgendwann hatte Siouxsie Kenny Morris das Becken von seinem Schlagzeug weggenommen.“

Ebenso wird der Bass bei Liedern wie Monitor mit Flanger-Effekten versehen. In der Regel ist das Bassspiel gut hörbar, klingt durchweg atypisch sehr tief, und wird dabei überwiegend im Achtel-Takt gespielt.